# ジャルディネッロ
ジャルディネッロ（イタリア語: Giardinello, シチリア語: Jardineddu）は、イタリア共和国シチリア自治州パレルモ県にある、人口約2,300人の基礎自治体（コムーネ）。

## 地理

### 位置・広がり
パレルモ県のコムーネ。県都パレルモから西へ18kmの距離にある。

#### 隣接コムーネ
隣接するコムーネは以下の通り。
- ボルジェット
- カリーニ
- モンレアーレ
- モンテレプレ
- パルティニーコ